# Наем (филм)
„Наем“ (на английски: Rent) е американска музикална драма от 2005 г. на режисьора Крис Кълъмбъс, адаптация на едноименния мюзикъл от 1996 г. на Джонатан Ларсън, с участието на Росарио Доусън, Тай Дигс, Уилсън Джърмейн Ередия, Джеси Л. Мартин, Идина Мензел, Адам Паскал, Антъни Рап и Трейси Томс.